# Eje Elgh
Eje Elgh, né le 15 juin 1953 à Karlskoga, est un pilote automobile suédois spécialiste de courses automobiles d'endurance, devenu journaliste sportif télévisé dans son pays.

## Biographie
Eje Elgh naît le 15 juin 1953 à Karlskoga,.

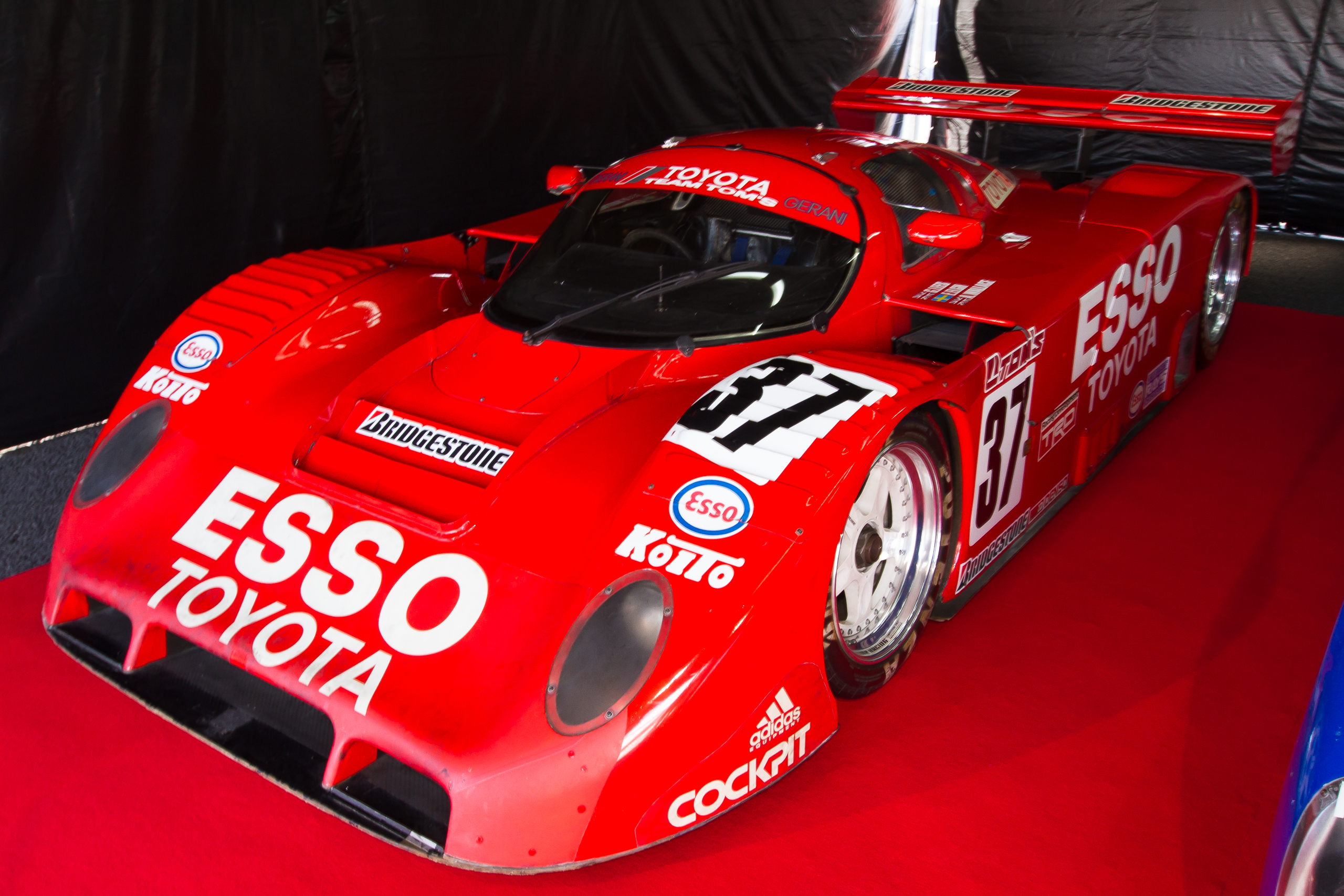
La Toyota 91C-V d'Elgh en 1991.

Sa carrière personnelle au volant en compétition s'étale entre 1974 et 1995.
En 1975, il finit troisième du championnat européen de Formule Super Vee (vainqueur Mikko Kozarowitzky (en)). Deux ans plus tard il est vice-champion de Grande-Bretagne de Formule 3 sur Chevron, derrière Derek Daly.
En 1981, il est troisième du Championnat d'Europe de Formule 2 (derrière Geoff Lees), un championnat dans lequel Elgh s'impose au Grand Prix de la Méditerranée, en 1979 sur March (troisième à Mugello), puis en 1981 au Grand Prix de Rome sur Maurer (en) à Vallelunga (également alors deuxième à Thruxton, au Nürburgring Nordschleife, et troisième à Spa).
Entre 1981 et 1992, il participe régulièrement aux championnats japonais de Formule 2 et d'endurance. Il se classe quatrième des Fuji Grand Champion Series en 1985 avec une MCS 7, compétition pour Sport-prototypes du Groupe 6.
En 1992, il est troisième des 24 Heures de Daytona avec Hurley Haywood, Roland Ratzenberger et Scott Brayton, sur Porsche 962.
Il participe à dix reprises aux 24 Heures du Mans entre 1982 et 1993. Sixième à sa dernière apparition, il finit en 1992 (avec Ratzenberger et Eddie Irvine) et 1993 deuxième de catégorie C1 sur Toyota 92C-V.
En 2009, il participe encore au Rallye Dakar, où il est très sérieusement blessé dans un accident.
Longtemps il commente les Grand Prix automobiles de Formule 1 avec Janne Blomqvist, sur TV4 Suède puis SVT1.

## Palmarès
- 500 kilomètres de Suzuka 1985 (Dome 84C, avec Geoff Lees) et 1988 (Porsche 962);
- 1 000 kilomètres de Fuji 1989 (Porsche 962, avec Schuppan et Matsumoto);
- 500 kilomètres de Sugo 1991 (encore avec Lees);
  - 2e des 500 kilomètres de Fuji 1984, 1985, 1987 et 1989;
  - 2e des 500 kilomètres de Mugello 1984 (ETCC).